# Neithotep
Neithotep (fl. XXXII secolo a.C.) è stata una regina egizia, ritenuta a lungo moglie di Narmer, primo sovrano della I dinastia, ma recentemente identificata come moglie del faraone Aha, secondo sovrano della medesima dinastia, e madre di Djer.
|          |    |
| \| \| \| |    |
|          |    |
| R25      | R4 |

| R25 | R4 |

|          |    |
| \| \| \| |    |
|          |    |
| R25      | R4 |

| R25 | R4 |

nj.t ḥtp
(Neith è contenta, oppure: Offerta a Neith)

## Nome
Il nome teoforo, ossia recante il nome della dea Neith, divinità del Basso Egitto, della caccia e della guerra, indica probabilmente la regione di origine di Neithotep, che dovette perciò essere una principessa del Basso Egitto. Ciò portò a supporre che il matrimonio con Aha, originario dell'Alto Egitto, potrebbe essere stata un'operazione politico-religiosa volta a rafforzare la recente unione dei due regni sotto un unico sovrano. Il suo è il più antico nome femminile mai registrato nella storia.

## Sepoltura
La tomba di Neithotep fu scoperta nel 1897 dall'archeologo francese Jacques de Morgan nel sito di Naqada e ispezionata nel 1898 dal tedesco Ludwig Borchardt. La struttura superiore consisteva di una grande mastaba in mattoni di fango essiccato. Le pareti esterne presentavano nicchie. Come quasi tutti gli edifici egizi in mattoni di fango, della mastaba non resta pressoché nulla. A causa delle ragguardevoli dimensioni, fu scambiata in passato per la tomba di Menes. La scelta del luogo per l'edificazione della tomba potrebbe suggerire che la titolare fosse originaria del Basso Egitto.

## Recenti scoperte

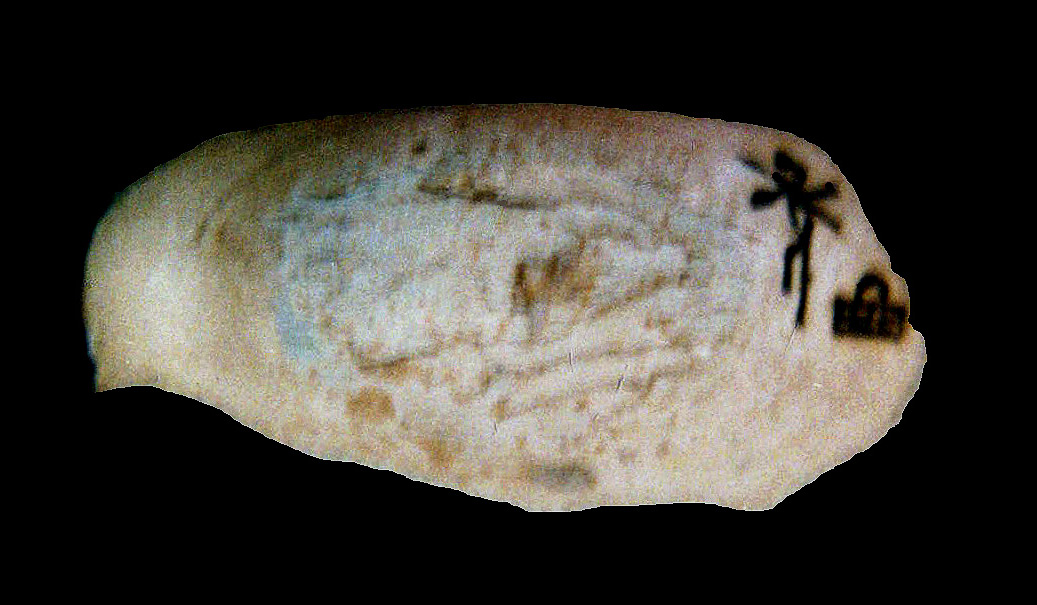
Frammento di alabastro recante il nome di Neithotep, rinvenuto ad Abido. Museo egizio del Cairo (n.3051)

Fino al gennaio 2016 si è ipotizzato che Neithotep (il cui nome compare nelle tombe dei successori del sovrano: Aha e Djer) fosse stata la sposa principale di Narmer. Alcuni ipotizzarono che fosse madre del faraone Aha (o Hor-Aha). 
D'altro lato la scoperta, avvenuta nel gennaio del 2016 nel Sinai, a Wadi Ameyra, durante una spedizione capitanata da Pierre Tallet, di iscrizioni sulla roccia ascrivibili cronologicamente ai regni di Iri Hor, Narmer, Djer e Raneb, ha rivelato che Neithotep fu regina reggente nei primi anni del regno di Djer, secondo successore di Narmer, e che quindi fu probabilmente una sposa di Aha. Le inscrizioni di re Djer mostrano una processione festiva di barche cerimoniali con accanto il serekht del nome di Djer; l'immagine del falco di Horus, regolarmente posizionato sulla cima del serekht, impugna una mazza da guerra e colpisce a morte un nemico inginocchiato: il nome di Neithotep compare alla sua sinistra. 

## Cronologia
| Periodo         | Dinastia | periodo di regno                |
| Periodo arcaico | I        | intorno al 3100 a.C. ± 100 anni |